# Округ Џеферсон (Оклахома)
Округ Џеферсон (енгл. Jefferson County) је округ у америчкој савезној држави Оклахома.

## Демографија
По попису из 2010. године број становника је 6.472, што је 346 (-5,1%) становника мање него 2000. године.
| Група             | 2000.         | 2010.         |
| Белци             | 5.709 (83,7%) | 5.216 (80,6%) |
| Афроамериканци    | 47 (0,7%)     | 42 (0,6%)     |
| Азијати           | 77 (1,1%)     | 22 (0,3%)     |
| Хиспаноамериканци | 478 (7,0%)    | 552 (8,5%)    |
| Укупно            | 6.818         | 6.472         |